# 静香 (アルバム)
『静香』（しずか）は、工藤静香の2枚目のスタジオ・アルバム（5曲入りのミニアルバム）。1988年7月21日発売。発売元はポニーキャニオン。

## 制作
先行シングルの「FU-JI-TSU」を収録。全曲を通して、作詞を中島みゆき、作曲と編曲を後藤次利で構成されている。

## 音楽性
1曲目の「証拠をみせて」は、アルバム曲ながらコンサートで披露される機会が多い。工藤が選曲した2枚組ベスト・アルバム『She Best of Best』（1996年12月16日発売）にも収録されており、工藤お気に入りの曲である様子が窺い知れる。2007年夏に東京・大阪で行われたソロデビュー20周年記念コンサート "Shisuka Kudo 20th Anniversary the Best" でも披露された。
5曲目の「裸爪のライオン」は、中島のアルバム『おとぎばなし-Fairy Ring-』（2002年10月23日発売）にてセルフカバーされた。同アルバムでは、工藤が提供を受けた31stシングル「雪・月・花」（1998年2月18日）のセルフカバーも収録されている。

## リリース
1988年7月21日にポニーキャニオンから、LP・CT・CDの3形態で発売された。
1989年3月21日に限定盤として、純金蒸着ゴールドCDにフォーマットを変更して発売された。

## 記録
2枚目のアルバムにしてオリコン・アルバムチャートで1位を記録した。

## 収録曲
| 全作詞: 中島みゆき、全作曲・編曲: 後藤次利。 |                            |            |            |      |
| #                                            | タイトル                   | 作詞       | 作曲・編曲 | 時間 |
| 1.                                           | 「証拠をみせて」           | 中島みゆき | 後藤次利   | 4:36 |
| 2.                                           | 「さよならの逆説」         | 中島みゆき | 後藤次利   | 4:28 |
| 3.                                           | 「FU-JI-TSU」              | 中島みゆき | 後藤次利   | 3:50 |
| 4.                                           | 「ブリリアント・ホワイト」 | 中島みゆき | 後藤次利   | 5:15 |
| 5.                                           | 「裸爪のライオン」         | 中島みゆき | 後藤次利   | 5:12 |
| 合計時間:                                    | 合計時間:                  | 23:21      |            |      |

## 参加ミュージシャン
- Drums：山木秀夫
- Guitar：土方隆行、大村憲司
- Bass：後藤次利
- Keyboards：難波正司、富樫春生、小林武史
- Synth.Operation：藤井丈司、迫田到、石川鉄男
- Chorus：坪倉唯子、和田恵子

## 関連作品
証拠をみせて
- HARVEST
- She Best of Best

FU-JI-TSU
- FU-JI-TSU（4thシングル）
- gradation
- unlimited  （"Vocal New Version" を収録）
- Super Best
- She Best of  Best
- ミレニアム・ベスト
- MYこれ!クション 工藤静香BEST
- Shizuka Kudo 20th Anniversary the Best

## 関連人物
- 中島みゆき
- 後藤次利